# 笠師保駅
笠師保駅（かさしほえき）は、石川県七尾市中島町塩津にある、のと鉄道七尾線の駅である。
愛称は「恋火駅」（こいびえき）。7月の第4土曜日に開催される能登キリコ祭りの一つである「塩津かがり火恋祭り」が由来である。

## 概要
名称は開業当時の行政地（鹿島郡笠師保村）に由来している。1924年（大正13年）、笠師保村長が停車場開設の請願書を鉄道省に提出したことに伴い開設された請願駅である。当初開設を予定していた現在の田鶴浜駅 - 能登中島駅間の距離から、住民の意向により笠師保村塩津に駅が設置された。
駅東側の七尾西湾には中島地区名産のカキの養殖場がある。駅舎は線路東側の石川県道253号豊田笠師保停車場線沿いにあり、西側の国道249号とは直接つながっていない。

## 歴史

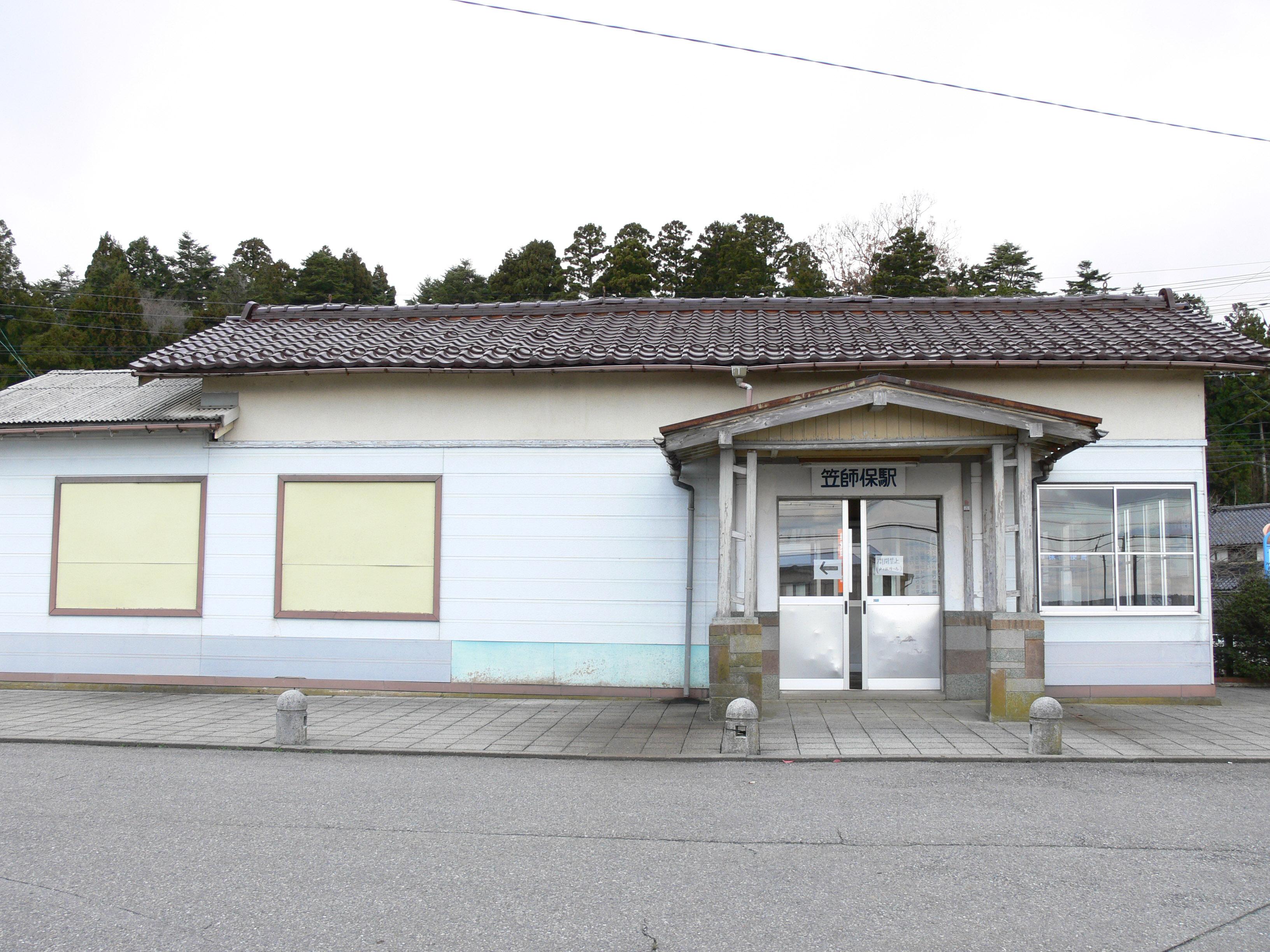
改修前の笠師保駅（2009年）

- 1928年（昭和3年）10月31日：鉄道省（のちの日本国有鉄道）七尾線 和倉駅（現在の和倉温泉駅） - 能登中島駅間延伸と同時に開業[1][2][4][5]。
- 1960年（昭和35年）4月1日：貨物の取扱を廃止[6]。
- 1961年（昭和36年）3月1日：簡易委託駅化。
- 1972年（昭和47年）3月15日：荷物扱い廃止[7]。駅業務を廃止、無人駅化[3][8]。
- 1987年（昭和62年）4月1日：国鉄分割民営化により西日本旅客鉄道（JR西日本）の駅となる[6]。
- 1991年（平成3年）9月1日：七尾線和倉温泉駅 - 輪島駅間がのと鉄道に転換されたことにより同社の駅となる[2][9]。
- 2015年（平成27年）4月22日：愛称の「恋火駅」にちなみ、改修した駅舎の供用を開始[3]。

## 駅構造
穴水方面に向かって右側に単式ホーム1面1線を有する地上駅（停留所）。終日無人駅であり、駅舎には窓口も残っているものの使われていない。
駅舎は開業時から使用されている木造の平屋建てで、2015年に愛称の「恋火駅」にちなみ駅舎を改修した（写真参照）。入口の屋根の棟木にハートをあしらうなどの改修が施されている。

## 駅周辺
駅前に無料の駐車・駐輪場が整備されている。
駐車場
- 駅前駐車場：10台（24時間）※ 無料

駐輪場
- 駅前駐輪場：約20台（24時間）※ 無料

西側
- 石川県北部家畜保健衛生所
- 七尾警察署塩津駐在所
- 笠師保郵便局
- 正永寺
- 日面神社
- 国道249号

東側
- 石川県漁業協同組合七尾西湾支所
- 塩津農村公園
- 唐島神社
- 石川県道253号豊田笠師保停車場線

## バス路線
駅前に七尾市コミュニティバス（中島げんきバス）の「笠師保駅」バス停が設置されている。
- 笠師保方面（すこやか行き）
- 笠師保方面（大覚寺前バス停行き）
- 笠師保方面（朝便 南側松本商店前行き）
- 笠師保方面（夜便 上笠師集会所行き）

廃止路線
かつて北陸鉄道（北鉄能登バス）が七尾駅 - 中島 - 富来間を1時間に1 - 2本の割合で運行していたバス路線「七富線」が運行され、「笠師保駅前」バス停が設置されていたが、利用者の減少等に伴い2018年（平成30年）3月末で廃止された。
- 七富線（七尾駅行き）
- 七富線（富来・西谷内行き）

## 隣の駅
のと鉄道
■七尾線
田鶴浜駅 - 笠師保駅 - 能登中島駅